# Verrucomicrobiota
Embranchement
Synonymes
- Verrucomicrobiota Whitman et al. 2018
- Verrucomicrobaeota Oren et al. 2015
- Verrucomicrobia Yoon et al. 2010
- Verrucomicrobia Hedlund 2010
- Verrucomicrobia Hedlund et al. 1997

Les Verrucomicrobiota sont un embranchement (ou phylum, ou encore division) du règne des Bacteria. Son nom provient de Verrucomicrobium qui est le genre type de cet embranchement.

## Historique
Décrit en 1997 sous le nom de Verrumicrobia, ce taxon a été renommé en 2021 pour se conformer aux règles de nomenclature de l'ICSP et rebaptisé Verrumicrobiota.

## Taxonomie

### Étymologie
L'étymologie de Verrucomicrobiota est la suivante : Ver.ru.co.mi.cro.bi.o’ta N.L. neut. n. Verrucomicrobium, genre type de ce phylum; N.L. neut. pl. n. suff. -ota, suffixe utilisé pour nommer un phylum; N.L. neut. pl. n. Verrucomicrobiota, le phylum des Verrucomicrobium,.

## Liste des classes
Selon la LPSN (11 novembre 2022) :
- Opitutae Choo et al. 2007
- Terrimicrobiia corrig. García-López et al. 2020
- Verrucomicrobiae Hedlund et al. 1998